# Miroslava Ritskiavitchius
Miroslava Ritskiavitchius, född 23 februari 1964 i Nemenčinė i Litauen är en litauisk-tysk före detta handbollsspelare.

## Karriär
Miroslava Ritskiavitchius spelade i Litauen för Vilnius-klubben Eglėje. I Tyskland började Ritskiavitchius sin spelarkarriär för TV Lützellinden. I mitten av 1990-talet fick hon tyskt medborgarskap. Hon bytte klubb under några år och spelade ett år för HC Leipzig  men spelade sedan  för Lützellinden igen. Efter konkursen i Lützellinden skrev hon kontrakt med TV Mainzlar i ett år. Hon avslutade därefter sin professionella karriär 2006. Efter elitkarriären slut spelade hon från januari 2011 till februari 2014 i Bezirksoberliga för ESG Crumstadt/Goddelau.  Hon bytte sedan klubb  till TSG Ober-Eschbach.
Miroslava Ritskiavitchius mästerskapdebuterade för Tyskland vid VM 1995. Hon spelade sedan för Tyskland vid OS i Atlanta 1996. Hon spelade också EM 1996 och VM 1997. Vid världsmästerskapet i handboil för damer 1997 vann hon brons med det tyska laget. Det blev hennes störa landslagsmerit. Hon spelade 81 landskamper för Tyskland och noterades för 274 mål. Hon hade tidigare spelat landskamper för Litauen. 

## Meriter i klubblag
- Vinnare av tyska mästerskapet 1997, 2000 och 2001  med TV Lützellinden